# Mrvka
Mrvka (Vulpia) je rod trav, tedy z čeledi lipnicovitých (Poaceae). Jedná se zpravidla o jednoleté, vzácně dvouleté byliny. Jsou trsnaté, vytváří jen vnitro poševní výběžky. Listy jsou ploché, úzké a za sucha svinuté, na vnější straně listu se při bázi nachází jazýček, do jednoho milimetru délky. Květy jsou v kláscích, které tvoří jednostrannou latu, někdy hroznovitou. Stopky klásků jsou na konci kyjovitě ztlustlé, vřeteno klásků je za zralosti rozpadavé. Klásky jsou zprvu tenké, po odkvětu nahoře rozšířené, zpravidla vícekvěté (nejčastěji tři až dvanáct květů). Na bázi klásku jsou dvě plevy, které jsou však velmi nestejné, dolní je velmi malá. Pluchy jsou suchomázdřité, dlouze osinaté. Plušky jsou dvouklané. Plodem je obilka, která okoralá a úzce elipsoidní.

## Druhy rostoucí v Česku
V České republice rostou jen dva druhy z rodu mrvka. Oba rostou na píscích. Běžnější je mrvka myší ocásek (Vulpia myuros). Hlavně západních a jižních Čechách rostla v minulosti roztroušeně také mrvka sveřepovitá (Vulpia bromoides), která patří mezi kriticky ohrožené druhy. V současnosti[kdy?] je výskyt mrvky sveřepovité v oblasti jižních a západních Čech znám patrně jen u Domažlic. Jen velmi vzácně jsou při železnici zavlékány další dva druhy původem ze Středozemí: mrvka ligurská (Vulpia ligurica) a mrvka brvitá (Vulpia ciliata)